# Pycreus macrostachyos
Pycreus macrostachyos är en halvgräsart som först beskrevs av Jean-Baptiste de Lamarck, och fick sitt nu gällande namn av Jean Raynal. Pycreus macrostachyos ingår i släktet Pycreus och familjen halvgräs. IUCN kategoriserar arten globalt som livskraftig.

## Underarter
Arten delas in i följande underarter:
- P. m. tremulus
- P. m. macrostachyos